# سورة الفجر
سُورَةُ الْفَجْرِ هي سورة مكية، من المفصل، آياتها 30، وترتيبها في المصحف 89، في الجزء الثلاثين، بدأت بأسلوب قسم ﴿وَالْفَجْرِ ۝١﴾ [الفجر:1]، نزلت بعد سورة الليل.

## موضوع السورة
هذه السورة في عمومها حلقة من حلقات هذا الجزء في الهتاف بالقلب البشري إلى الإيمان والتقوى واليقظة والتدبر.. ولكنها تتضمن ألواناً شتى من الجولات والإيقاعات والظلال. ألواناً متنوعة تؤلف من تقرقها وتناسقها لحناً واحداً متعدد النغمات موحد الإيقاع !
في بعض مشاهدها جمال هادئ رقيق ندي السمات والإيقاعات، بمشاهده الكونية الرقيقة، ويظل العبادة والصلاة في ثنايا تلك المشاهد.. (والفجر. وليال عشر. والشفع والوتر.)
في بعض مشاهدها شد وقصف. سواء مناظرها أو موسيقاها كهذا المشهد العنيف المخيف (كلا إذا دكت الأرض دكاً دكا وجاء ربك والملك صفاً صفا. وجيء يومئذ بجهنم. يومئذ يتذكر الإنسان وأنى له الذكرى يقول: ياليتنى قدمت لحياتي. فيومئذ لايعذب عذابه أحد ولا يوثق وثاقه أحد.
وفي بعض مشاهدها نداوة ورقة ورضي وطمأنينة. تتناسق فيها المناظر والأنعام، كهذا الختام (يا أيتها النفس المطمئنة، ارجعي إلى ربك راضية مرضية، فادخلي في عبادي وادخلي جنتي)
وفي السورة إشارات سريعة لمصارع الغابرين المتجبرين: (ألم تر كيف فعل ربك بعاد. إرم ذات العماد. التي لم يخلق مثلها في البلاد. وثمود الذين جابوا الصخر بالواد. وفرعون ذي الأوتاد الذين طغوا في البلاد فأكثروا فيها الفساد. فصب عليهم ربك سوط عذاب. إن ربك لبالمرصاد...)
وفي السورة بيان لتصورات الإنسان الإيمانية وقيمة غير الإيمانية. وهي ذات لون خاص في السورة تعبيراً وإيقاعاً: (فأما الإنسان إذا ما ابتلاه ربه فأكرمه ونعمه فيقول: ربي أكرمن. وأما إذا ما ابتلاه فقدر عليه رزقه فيقول: ربي أهانن ..)
والرد على هذه التصورات ببيان حقيقة حالهم وهي تشمل لونين من ألوان العبارة والتنغيم: (كلا بل لاتكرمون اليتيم. ولا تحاضون على طعام المسكين. وتأكلون التراث أكلاً لما، وتحبون المال حباً جماً) ويلاحظ أن هذا اللون الأخير هو قنطرة بين تقرير حالهم وما ينتظرهم في مآلهم فقد جاء بعده: (كلا إذا دكت الأرض دكاً دكا ...الخ).. فهو وسط بين التقرير الأول والتهديد الأخير!
ومن هذا الاستعراض السريع تبدو الألوان المتعددة في مشاهد السورة .. وإيقاعها في تعبيرها وفي تنغيمها... كما يبدو تعدد الفواصل وتغير حروف القوافي. بحسب تنوع المعاني والمشاهد. فالسورة من هذا الجانب نموذج واف فهذا الأفق من التناسق الجمالي في التعبير القرآني. فوق مافيها عموماً من جمال ملحوظ مآنوس!

## التفسير
ذهب أكثر المفسرين على أن المقصود بالليالي العشر عشر ذي الحجة الأول، قال القرطبي: «"وليال عشر" أي ليال عشر ذي الحجة وكذا قال مجاهد والسدي والكلبي، وقاله ابن عباس.»
وقال الطبري: «والصواب من القول في ذلك عندنا أنها عشر الأضحي لإجماع الحجة من أهل التأويل.»
وقال الشوكاني: «وليال عشر هي عشر ذي الحجة في قول جمهور المفسرين.»

## وصلات خارجية
- سورة الفجر بقراءة مشاري بن راشد العفاسي
- سورة الفجر: تجويد-تفسير - موقع Altafsir.com